# Daniel Sánchez Albújar
Daniel Sánchez Albújar (Lima, 2 de mayo de 1990) es un exfutbolista peruano.
En el año 2008 fue elegido como el jugador revelación del fútbol peruano en la premiación de la Copa Movistar.[cita requerida]

## Trayectoria

### Inicios
Daniel empezó a jugar desde una edad muy temprana. A los 9 años llegó a jugar en divisiones inferiores del Club Universitario de Deportes y, a los 15 años pasa a ser parte del Sporting Cristal.

### Club Sporting Cristal
Desde su debut el año 2008 fue visto como el próximo crack del elenco rimense. Ese año jugó 45 partidos, anotando goles importantes y clasificando a la Copa Libertadores 2009. Fue premiado como jugador revelación 2008 de la Copa Movistar. Estuvo en el equipo hasta mediados del año 2011.

### Universidad César Vallejo
En el 2011 jugó en la Universidad César Vallejo, donde participó de la Copa Sudamericana 2011 y estuvo a punto de descender. En el 2012 finaliza tercero en la tabla general del Campeonato Descentralizado, siendo la mejor campaña en la historia de la institución poeta y obteniendo así el derecho de participar en la Copa Libertadores de América en el 2013.

### Inti Gas Ayacucho Fútbol Club
En el 2013 llega a jugar en Intigas, llegando a clasificar para participar de la Copa TOTAL Sudamericana 2014.

### Club San Simón
En el 2014 llega a Club San Simón, donde llegó a ser capitán del equipo. Pero un desgarro lo llevó a separarse del equipo.

### Willy Serrato
El año 2014 es traspasado al Club Deportivo Serrato Pacasmayo por 350mil €, donde pasa la temporada 14/15 hasta ser traspasado al León de Huánuco.

### León de Huánuco
El año 2015 llega al León de Huánuco. A finales del 2015 fue mencionado como refuerzo del Deportivo Pasto por diversos medios peruanos y colombianos, sin embargo, no llegándose a oficializar este fichaje.

### Sport Loreto
El año 2016 ficha por el Sport Loreto de la Segunda División. Sin embargo, no rindió y fue echado del club.

### Club Deportivo Bolognesi
Empezando el 2017 optó jugar la Copa Perú llegando al Coronel Bolognesi. Jugó regularmente en este club.

### Widzew Lodz
En agosto del 2017 viaja a Polonia para probarse en el Widzew Lodz no salieron sus papeles por lo que volvió a Perú.

### Sport Victoria
Luego de su pase a Polonia, el mismo año 2017 regresa a Perú para jugar por el Sport Victoria. Debido a los problemas económicos en el club el 2018 se marchó a Comerciantes Unidos de Cutervo.

## Selección nacional
Ha sido internacional con la selección de fútbol del Perú en la categoría sub-15 sub-17,sub-20 y absoluta.
En el 2007, la selección peruana sub-17 dirigida por el exfutbolista y técnico Juan José Oré clasificó al mundial de la categoría tras ocupar el cuarto lugar en el Campeonato Sudamericano Sub-17 de 2007 realizado en Ecuador.
En la Copa Mundial de Fútbol Sub-17 de 2007 en Corea del Sur, Perú integró el Grupo "A" junto a la anfitriona Corea del Sur, Togo y Costa Rica, clasificando primera de su grupo con 7 puntos 2 victorias y un empate. Perú clasificó a cuartos de final, donde enfrentaría a Ghana. Una vez en cuartos, la habilidad colectiva del equipo se vio opacada a causa de la excesiva altura del conjunto africano y las deplorables condiciones de la cancha. El partido finalizó 2-0 a favor del conjunto ghanés.
No tuvo mucho protagonismo, pero en la Primera División del Perú demostró ser un gran jugador y eso le sirvió para ser convocado por el técnico José del Solar.

### Participaciones en Copas del Mundo
| Mundial                     | Sede          | Resultado        |
| --------------------------- | ------------- | ---------------- |
| Copa Mundial Sub-17 de 2007 | Corea del Sur | Cuartos de final |

## Clubes
| Club                      | País    | Año         |
| ------------------------- | ------- | ----------- |
| Sporting Cristal          | Perú    | 2007 - 2012 |
| Universidad César Vallejo | Perú    | 2012- 2013  |
| Inti Gas                  | Perú    | 2013        |
| San Simón                 | Perú    | 2014        |
| Willy Serrato             | Perú    | 2014        |
| León de Huánuco           | Perú    | 2015        |
| Sport Loreto              | Perú    | 2016        |
| Coronel Bolognesi         | Perú    | 2017        |
| Widzew Lodz               | Polonia | 2017        |
| Sport Victoria            | Perú    | 2017        |
| Comerciantes Unidos       | Perú    | 2018        |
| Defensor Laure Sur        | Perú    | 2019        |

## Palmarés

### Distinciones individuales
| Distinción         | Año  |
| ------------------ | ---- |
| Jugador revelación | 2008 |